# Fair Oaks, Kalifornija
Fair Oaks je naseljeno područje za statističke svrhe u američkoj saveznoj državi Kalifornija. Prema popisu stanovništva iz 2010. u njemu je živjelo 30,912 stanovnika.